# Arracacia ebracteata
Arracacia ebracteata är en flockblommig växtart som först beskrevs av Joseph Nelson Rose, och fick sitt nu gällande namn av Mildred Esther Mathias och Lincoln Constance. Arracacia ebracteata ingår i släktet Arracacia och familjen flockblommiga växter. Inga underarter finns listade i Catalogue of Life.